# جوشوا ريسدون
جوشوا ريسدون (بالإنجليزية: Joshua Risdon)‏ (27 يوليو 1992 في أستراليا - ) هو لاعب كرة قدم أسترالي في مركز الدفاع، شارك في كأس العالم 2018. وشارك مع منتخب أستراليا لكرة القدم.

## وصلات خارجية
- جوشوا ريسدون على موقع قاعدة بيانات كرة القدم.إي يو (الإنجليزية)
- جوشوا ريسدون على موقع ناشيونال فوتبول تيمز (الإنجليزية)
- جوشوا ريسدون على موقع Soccerway.com (الإنجليزية)
- جوشوا ريسدون على موقع عالم كرة القدم.نت (الإنجليزية)